# Автошлях E19
Європейський маршрут Е19 — європейський автомобільний маршрут категорії А, що з'єднує Амстердам (Нідерланди) на півночі та Париж (Франція) на півдні. Довжина маршруту — 551 км.

## Міста, через які проходить маршрут
Маршрут Е19 проходить через 3 європейські країни:
- : Амстердам - Гаага - Рейсвейк - Роттердам - Бреда -
- : Антверпен - Мехелен - Брюссель - Монс -
- : Валансьєн - Камбре - Комп'єнь - Париж

Е19 пов'язаний з маршрутами
|  | - E35 - E22 - E231 - E30 - E25 - E31 |  | - E311 - E312 - E17 - E34 - E313 - E40 |  | - E411 - E42 - E05 - E15 - E50 - E54 |

## Фотографії

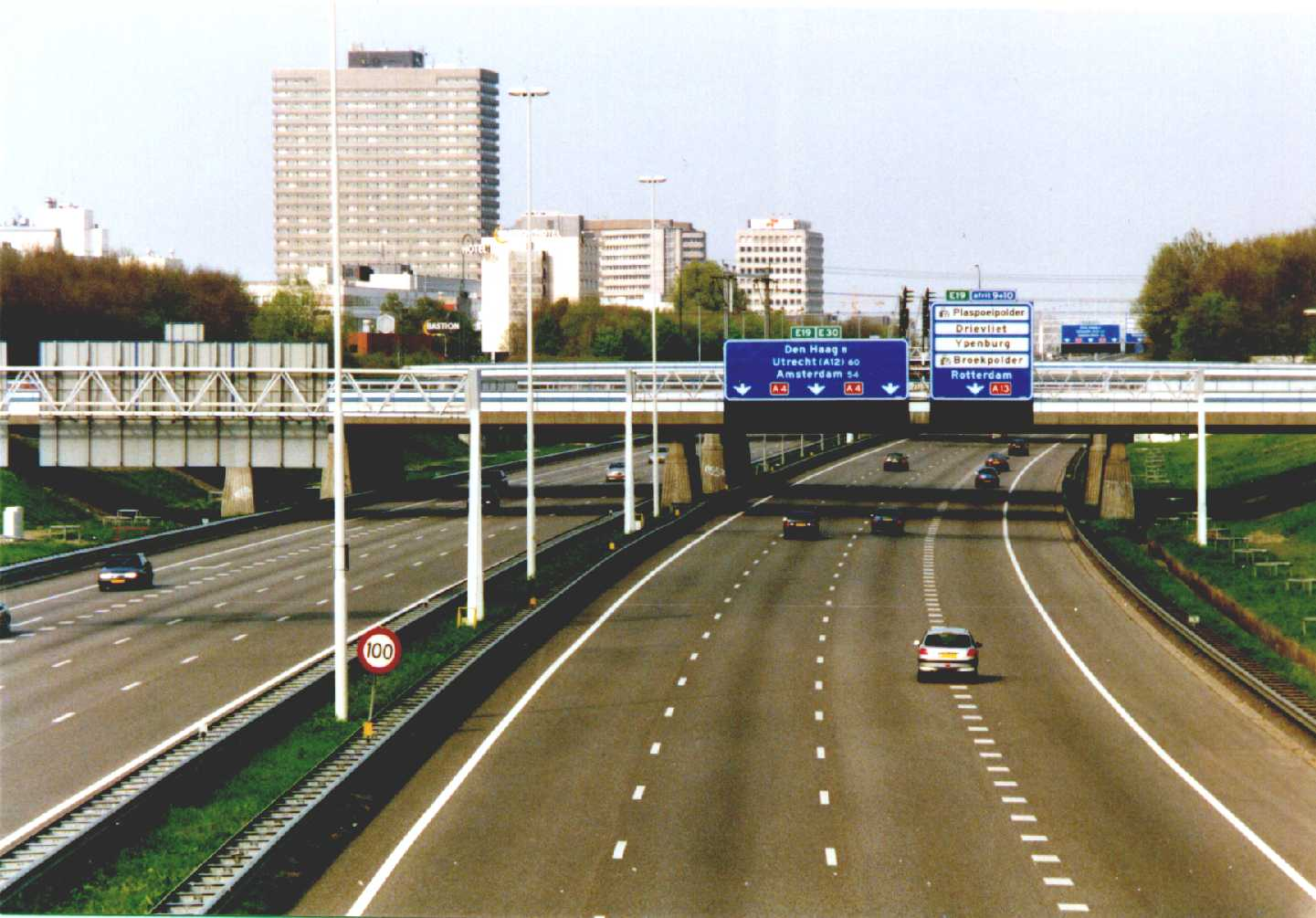
Е19
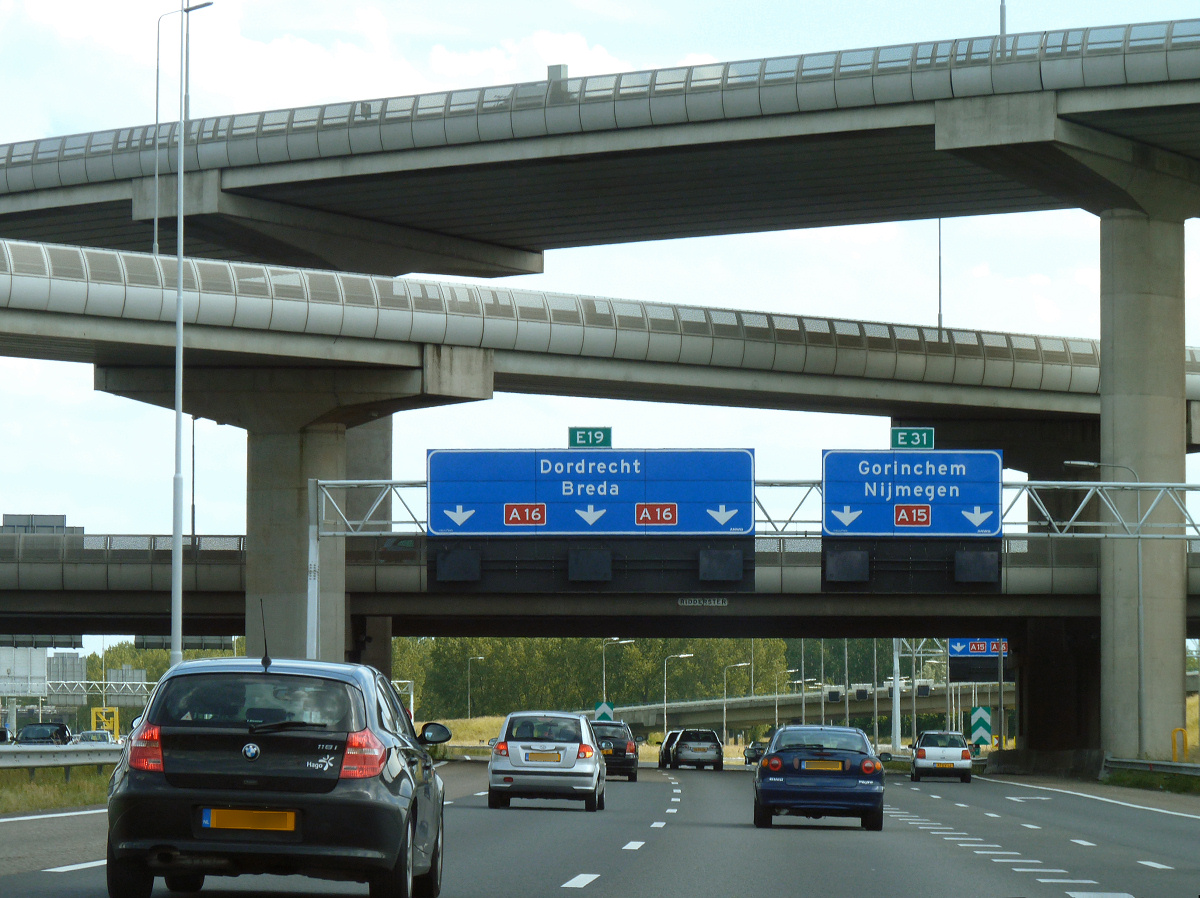
Е19 в  Нідерландах
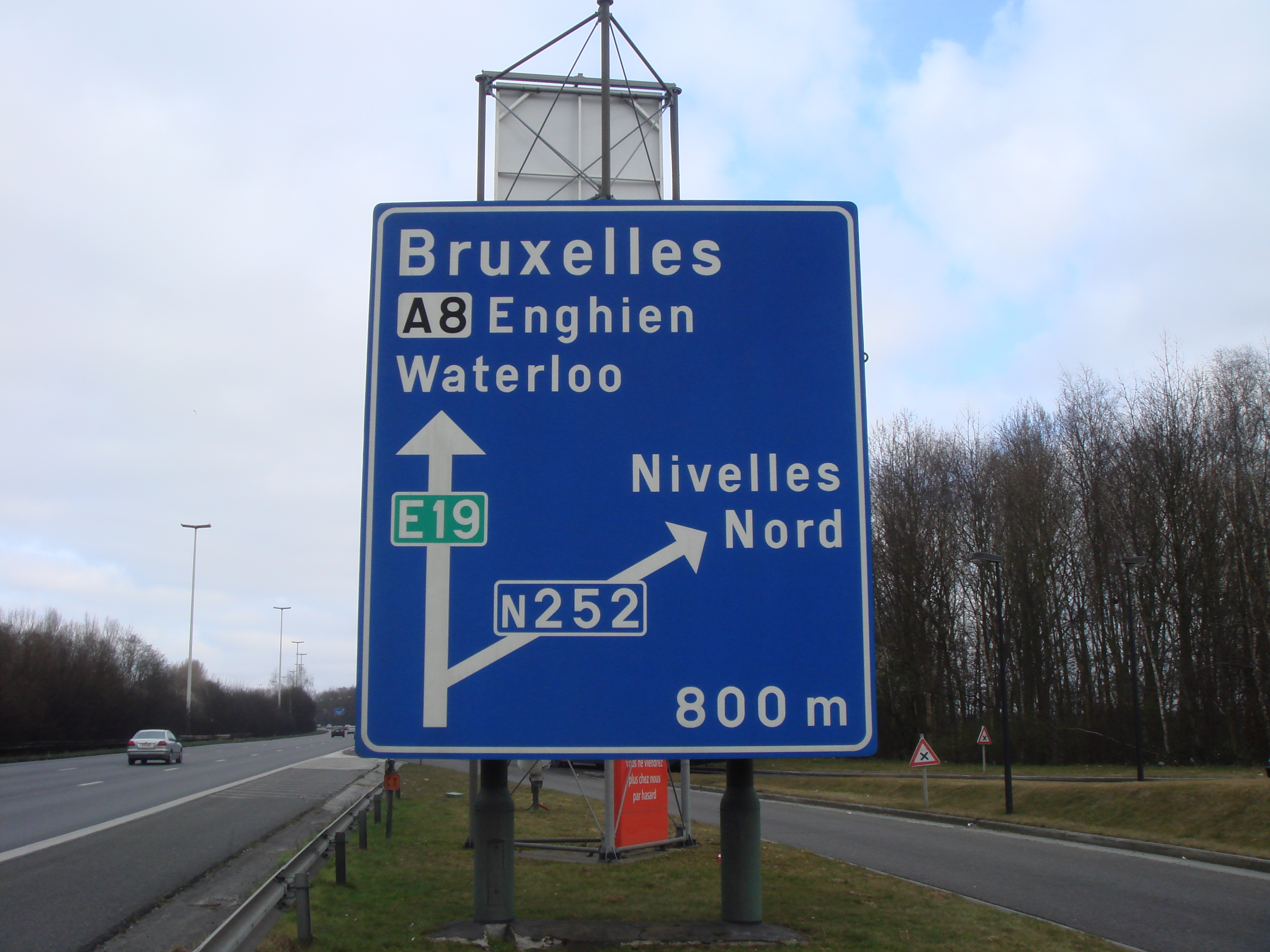
Е19 в  Бельгії
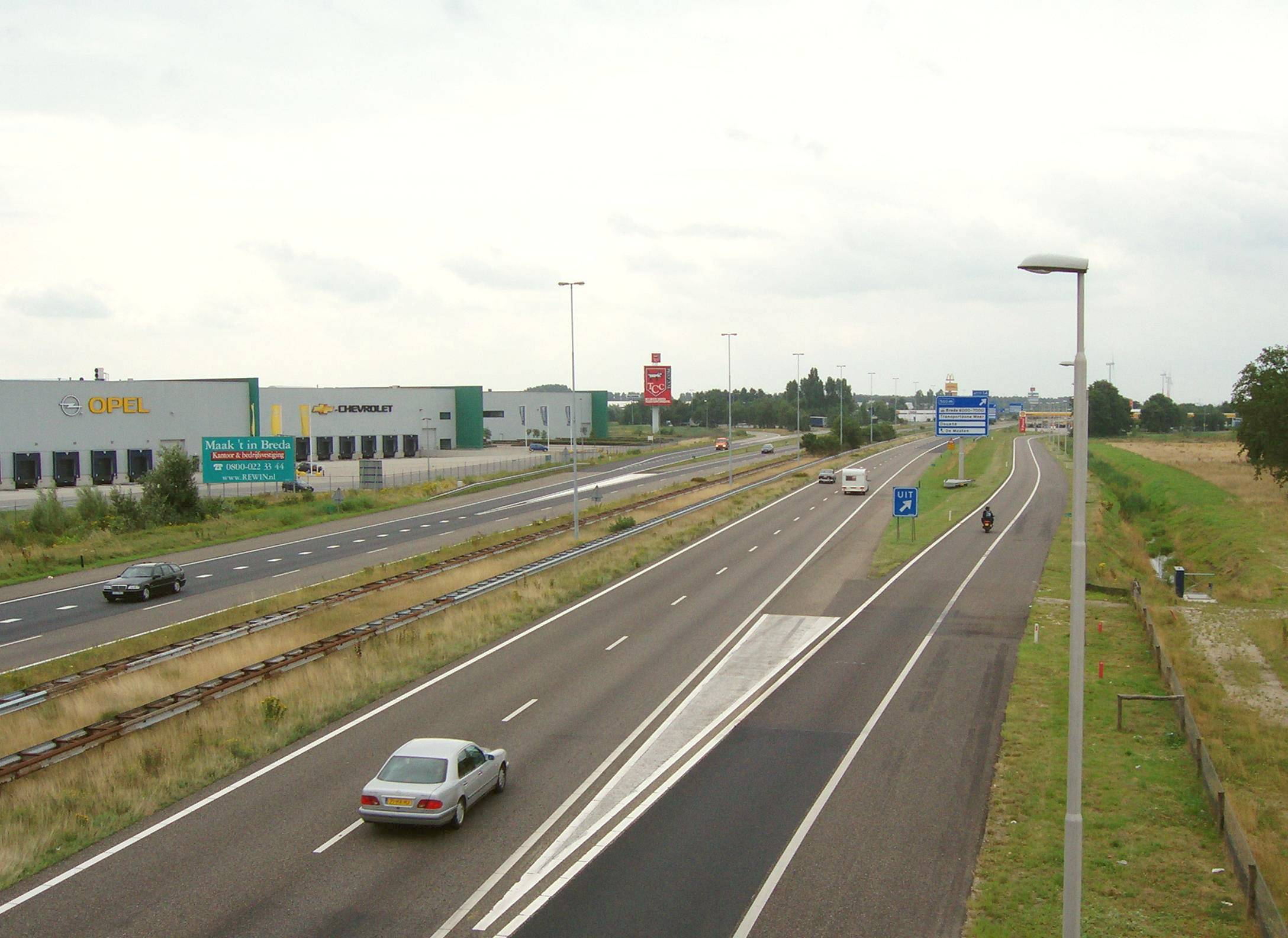
Е19 в  Нідерландах

## Див. Також
- Мережа європейських автошляхів
- Автомагістралі Франції